# Ptychadena ansorgii
Ptychadena ansorgii är en groddjursart som först beskrevs av George Albert Boulenger 1905.  Ptychadena ansorgii ingår i släktet Ptychadena och familjen Ptychadenidae. IUCN kategoriserar arten globalt som livskraftig. Inga underarter finns listade i Catalogue of Life.